# Радченко Зінаїда Федорівна
Зінаї́да Фе́дорівна Ра́дченко (1839 р., с. Старі Дятловичі — 5 (18) березня 1916, с. Нові Дятловичі) — російська дворянка, українська і білоруська фольклористка, етнографка.

## Дослідження
Дослідниця української та білоруської народної музики та фольклору. Опублікувала близько 700 білоруських і українських народних пісень (зокрема, 180 — з мелодіями).
Видавчиня-редакторка збірників пісень:
- (рос.)«Гомельские народные песни (белорусские и малорусские)» (1888),
- (рос.)«Сборник малорусских и белорусских народных песен Могилевской губернии Гомельского уезда, Дятловичской волости» (1911).